# Telesto nelleae
Telesto nelleae is een zachte koraalsoort uit de familie Clavulariidae. De koraalsoort komt uit het geslacht Telesto. Telesto nelleae werd in 1961 voor het eerst wetenschappelijk beschreven door Bayer. 